# 도메니코 치마로사

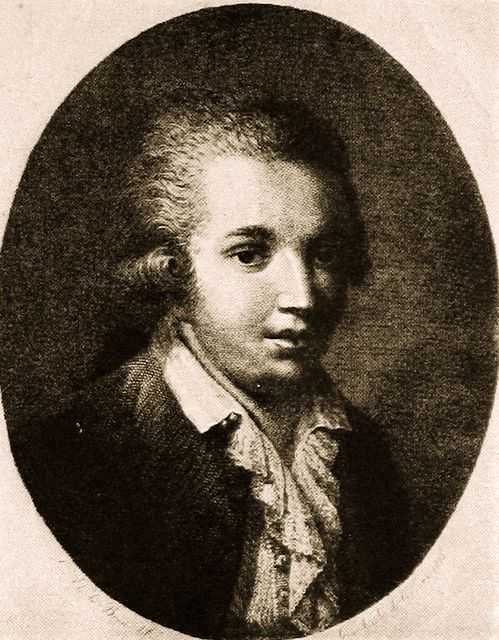

도메니코 치마로사(Domenico Cimarosa, 1749-1801)는 이탈리아의 오페라 작곡가이다.
18세기의 이탈리아 오페라 부파의 전통을 이어받아 그것을 로시니에게 전승(傳承)한 공적은 높이 평가되고 있다. 가난한 환경에서 자랐으나 남다른 악재(樂才)를 보였으므로 나폴리의 음악원에 입학이 허락되어 여기서 이탈리아 여러 대가의 성악 양식을 완전히 몸에 익혀 1772년, 22세로 음악원을 졸업하였다. 그 해에 발표한 오페라로 대성공을 거두었으며, 일약 작곡가로서의 지위를 확립했다. 명성이 높아짐에 따라 국외로부터의 초빙이 있어 1787년 37세로 러시아의 여황제 예카테리나 2세의 궁정 작곡가로 상트페테르부르크로 갔다. 1791년 러시아에서 귀국하는 도중 오스트리아 황제의 초청으로 살리에리의 후임으로서 빈 궁정악장이 되었다. 여기서 걸작 오페라 부파 <비밀결혼>을 써서 창작활동의 정점에 달하였다. 1793년 나폴리로 돌아와 나폴리의 궁정악장에 취임하였다. 그 뒤 공화제혁명에 가담한 혐의로 체포되어 감금됐다가 1800년 나폴리에서 추방되었다. 감금되었을 때 건강을 해친 것이 원인이 되어 다음해 1월 11일 베네치아에서 급사하였다. 너무 갑작스런 죽음으로 나폴리 왕에 의한 독살이라는 소문이 퍼져 그 때문에 정부는 사인조사를 했어야 했다. 치마로사의 오페라는 풍부한 멜로디와 등장인물의 기지에 넘친 생생함에 매력이 있다. 그러나 정서의 깊이와 음악적 구성력에 다소 결점이 있어 그 때문에 지금에 와서는 그의 작품들이 상연되는 일이 적은 편이다.